# Charles-Marie-Augustin de Goyon
Pour les articles homonymes, voir Goyon.
Charles-Marie-Augustin de Goyon, 1er comte de Goyon, né à Nantes (Loire-Inférieure), le 13 septembre 1803, et mort à Paris le 17 mai 1870, est un militaire et Personnalité politique français du XIXe siècle.
Fils de Michel-Augustin de Goyon, il fut aide de camp de Napoléon III et sénateur du Second Empire.

## Biographie
Charles Marie Augustin était le fils de Michel-Augustin, baron puis vicomte de Goyon, préfet napoléonien puis gentilhomme de la chambre du roi Charles X, et d'Antoinette Hippolyte Pauline de La Roche-Aymon.
Sa mère avait été dame (1815-1825) de S.A.R. madame la Dauphine ; sa grand-mère maternelle, la marquise de La Roche-Aymon (demoiselle de Beauvilliers), avait été dame de la reine Marie-Antoinette ; toutes deux avaient partagé les infortunes de cette malheureuse reine; arrêtées avec elle aux Tuileries, elles furent conduites à l'Abbaye, puis dans d'autres prisons.
Entré à l'école spéciale de Saint-Cyr en 1819, il en sortit en 1821 comme sous-lieutenant au 17e régiment de chasseurs à cheval, fit la campagne d'Espagne et fut détaché comme officier d'ordonnance auprès du lieutenant-général marquis de La Roche Aymon (son oncle maternel), commandant la 10e division du 4e corps en Catalogne, et il reçut la croix de chevalier de l'ordre de Charles III d'Espagne, comme témoignage de satisfaction de ses services.

### Monarchie de Juillet
Successivement lieutenant au 1er cuirassiers (cuirassiers de la Reine, 1825), capitaine au même régiment (4 juillet 1830). Au mois d'août de la même année, il quitta le service actif, et se fit mettre en réforme sans traitement, « la position de sa famille à l'égard de l'ancienne dynastie lui en faisant un devoir d'honneur et de gratitude. »
En 1832, croyant avoir assez satisfait aux devoirs de la reconnaissance, Charles-Marie-Augustin de Goyon crut pouvoir et devoir reprendre une carrière qu'il aimait et qui avait été celle de son choix, et il fut nommé capitaine au 4e hussards.

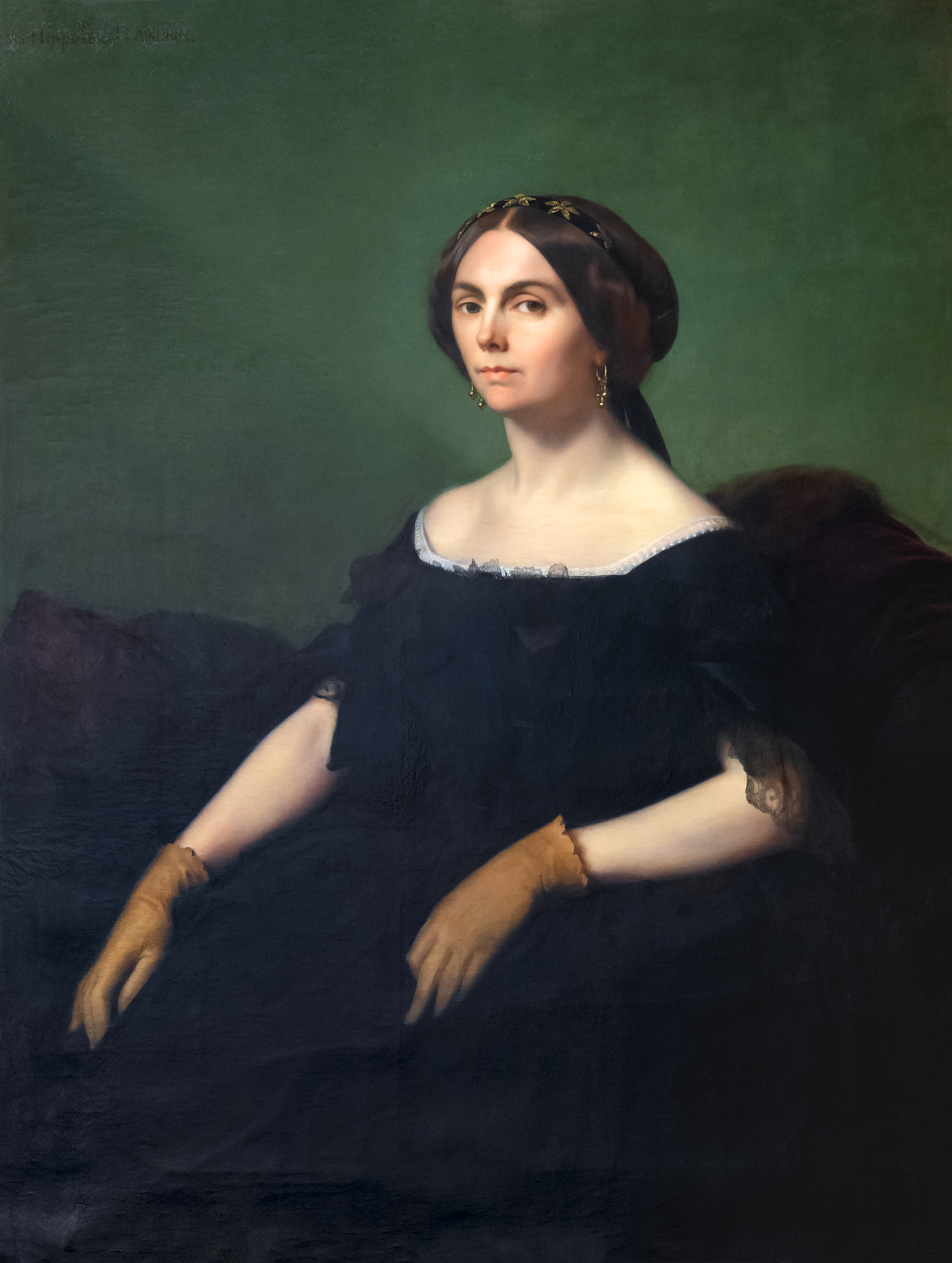
Henriette Auriane de Montesquiou Fezensac (1813-1887).

Le capitaine de Goyon avait épousé, le 16 novembre 1836 à Paris, Henriette-Oriane de Montesquiou-Fezensac.
En 1838, il fut attaché auprès de l'ambassadeur en Espagne, Raymond de Montesquiou, 2e duc de Fezensac, son beau-père. Il n'y reste que quelques mois, et eut l'honneur, en rentrant en France, d'être chargé d'une mission assez importante de la part de Sa Majesté la reine Christine qui, en témoignage de sa satisfaction, le fit commandeur de l'ordre d'Isabelle la Catholique. Vingt ans plus tard, à Rome, ses services appréciés dans la ville sainte le firent nommer par Sa Majesté Isabelle II, reine d'Espagne, grand-croix du même ordre.
À la fin de la même année 1838, il regagna son corps.
Promu major au 1er hussards le 15 janvier 1839, il fut fait chevalier de la Légion d'honneur le 28 avril 1841, passa au 12e dragons en qualité de lieutenant-colonel (1843) et fut appelé (1845) au commandement du 2e régiment de cette arme.

### Deuxième République
Peu de temps après la révolution de février 1848, ayant été appelé à Paris avec son régiment, le colonel de Goyon put rendre encore des services signalés, au Manifestation du 15 mai 1848, lorsque l'Assemblée nationale fut envahie par une « horde de factieux », et l'on peut dire que c'est grâce à l'énergie qu'il déploya dans ces graves circonstances et de sa promptitude d'action qu'il parvint à rétablir l'ordre menacé. Durant la répression des sanglantes journées de Juin, on trouve le 2e dragons partout : à l'Assemblée nationale, à la Bastille, dans le faubourg Saint-Antoine, à la barrière du Trône. « Le 2e de dragons reçut à cette occasion des récompenses bien méritées ; et son chef, qui était chevalier de la Légion d'honneur depuis le 28 avril 1841, fut nommé officier du même ordre par un décret spécial du 28 juillet 1848, relatant ses services. »
En 1850, le 9 janvier, M. de Goyon refusa le grade de général de brigade que l'opinion publique lui décernait et que le prince-président voulut lui donner. Il demanda comme faveur de rester à la tête du 2e de dragons auquel tant de liens l'attachaient, au moins tant que ce régiment resterait à Paris.
C'est pour cette raison que son brevet de 15 avril 1850, ne lui fut remis que le 19 avril, veille du départ de son régiment pour Lyon.
Le 24 avril 1850, le général de Goyon fut investi du commandement en chef l'école de cavalerie de Saumur. Il fit faire à l'école des progrès qui ont été continués par ses successeurs. C'est dans l'exercice de ce commandement qu'il fut créé commandeur de l'ordre du Christ de Portugal en témoignage des soins qu'il avait donnés l'instruction militaire de jeunes officiers portugais qui lui avaient été confiés.

### Aide de camp de Napoléon III

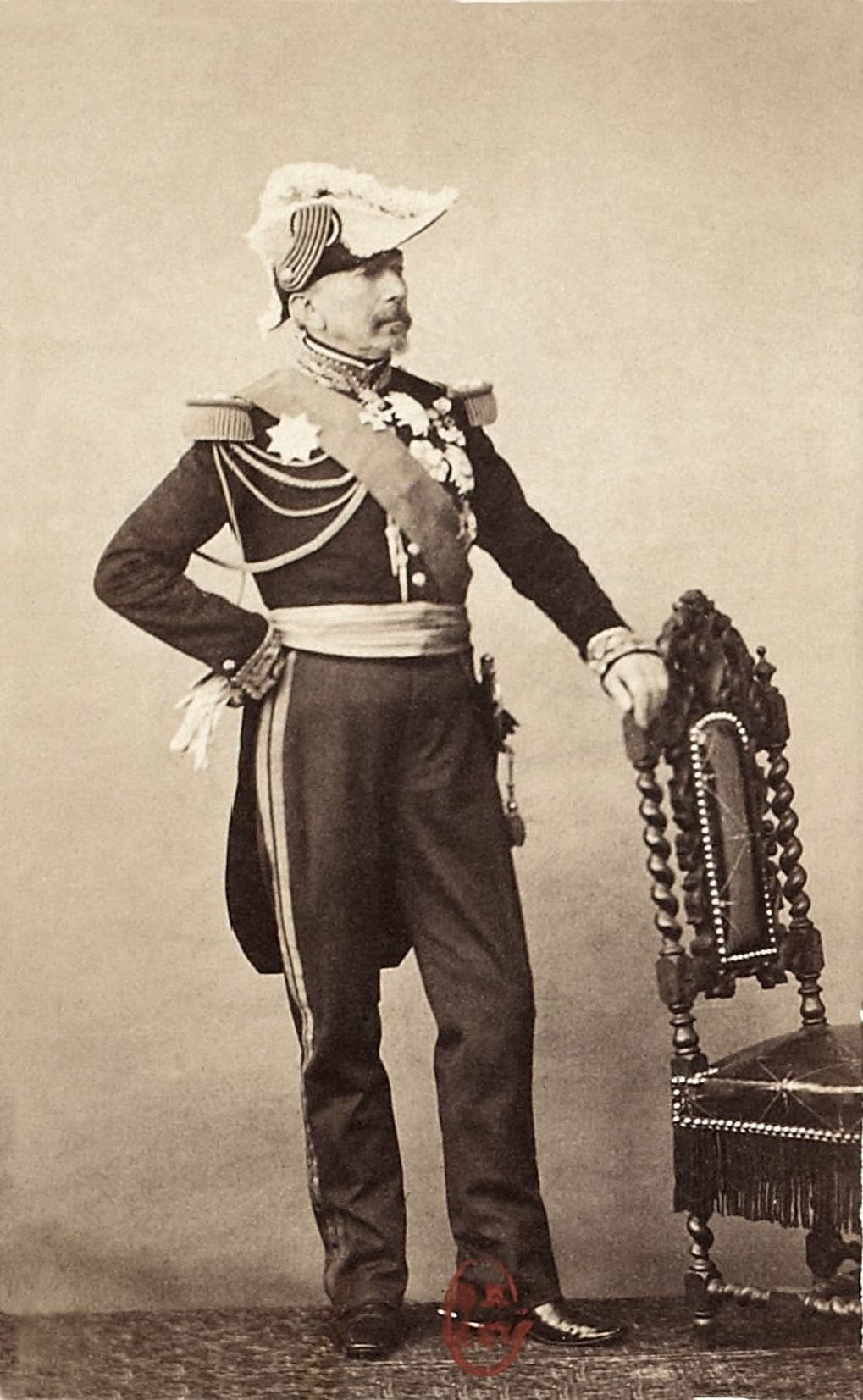
le Général de Goyon, photographie de 1860

Le 12 février 1852, le général de Goyon ayant été appelé à l'honneur de faire partie des aides de camp de l'Empereur, il dut, en raison de cette position nouvelle abandonner en mai son commandement de l'école de cavalerie, d'autant plus que, le 19 avril de cette même année, il fut nommé commissaire extraordinaire du gouvernement pour les détenus politiques « de nos crises révolutionnaires ». Ayant à juger près de 600 malheureux, plus ou moins égarés ou perdus, « il s'attacha à appliquer les principes de haute sagesse du Prince-Président, qui, comme toujours, voulait que la défense fût libre, que le repentir fût apprécié, et qui rappelait sans cesse qu'il ne voulait pas d'orphelins politique, ni que les intérêts des enfants fussent compromis par les fautes des parents. » M. de Goyon siégeait à Bicêtre, où, les détenus de 40 départements lui avaient été amenés. Ils rendirent hommage à sa justice et à son humanité dans une lettre ou Prince-Président que Son Altesse a bien voulu lui remettre.
Le général de Goyon eut l'honneur d'accompagner le Prince-Président dans son voyage en Sologne, et dans son voyage de 1852 dans le centre, au sud et à l'ouest de la France.
En 1853, lorsque le duc de Gênes (Ferdinand de Savoie (1822-1855)) vint en France, le général de Goyon fut mis par l'Empereur à la disposition de S.A.R. qui, satisfaite de son service auprès d'elle et le voyant déjà commandeur des saints Maurice et Lazare, lui remit le grand cordon du même ordre.
En septembre 1853, le général de Goyon fut envoyé, comme chef d'une mission, auprès de Sa Majesté l'empereur d'Autriche (François-Joseph Ier), pour assister aux grandes manœuvres du camp d'Olmütz (en Moravie) ; il fut reçu avec la plus grande distinction, ainsi que les officiers placés sous ses ordres. Cette mission emprunta un intérêt particulier à l'arrivée de l'empereur de Russie (Nicolas Ier) au camp d'Olmutz au moment même où la campagne de Crimée (1853-1856) se préparait. Le général revint en France vers la fin d'octobre, et l'Empereur satisfait de ses services dans cette mission, le nomma général de division par décret du 3 novembre 1853.
En 1854, le général de Goyon fut nommé commandant de la division active de cavalerie à Lunéville (camp de Lunéville), où il eut l'honneur de recevoir Sa Majesté Napoléon III à son retour des eaux de Plombières, en août 1856. L'Empereur, après avoir assisté aux grandes manœuvres, aux établissements de camps et aux applications du service en campagne, daigna exprimer sa haute satisfaction au commandant supérieur du camp et aux troupes placées sous ses ordres, et la prouva en remettant de nombreuses récompenses.

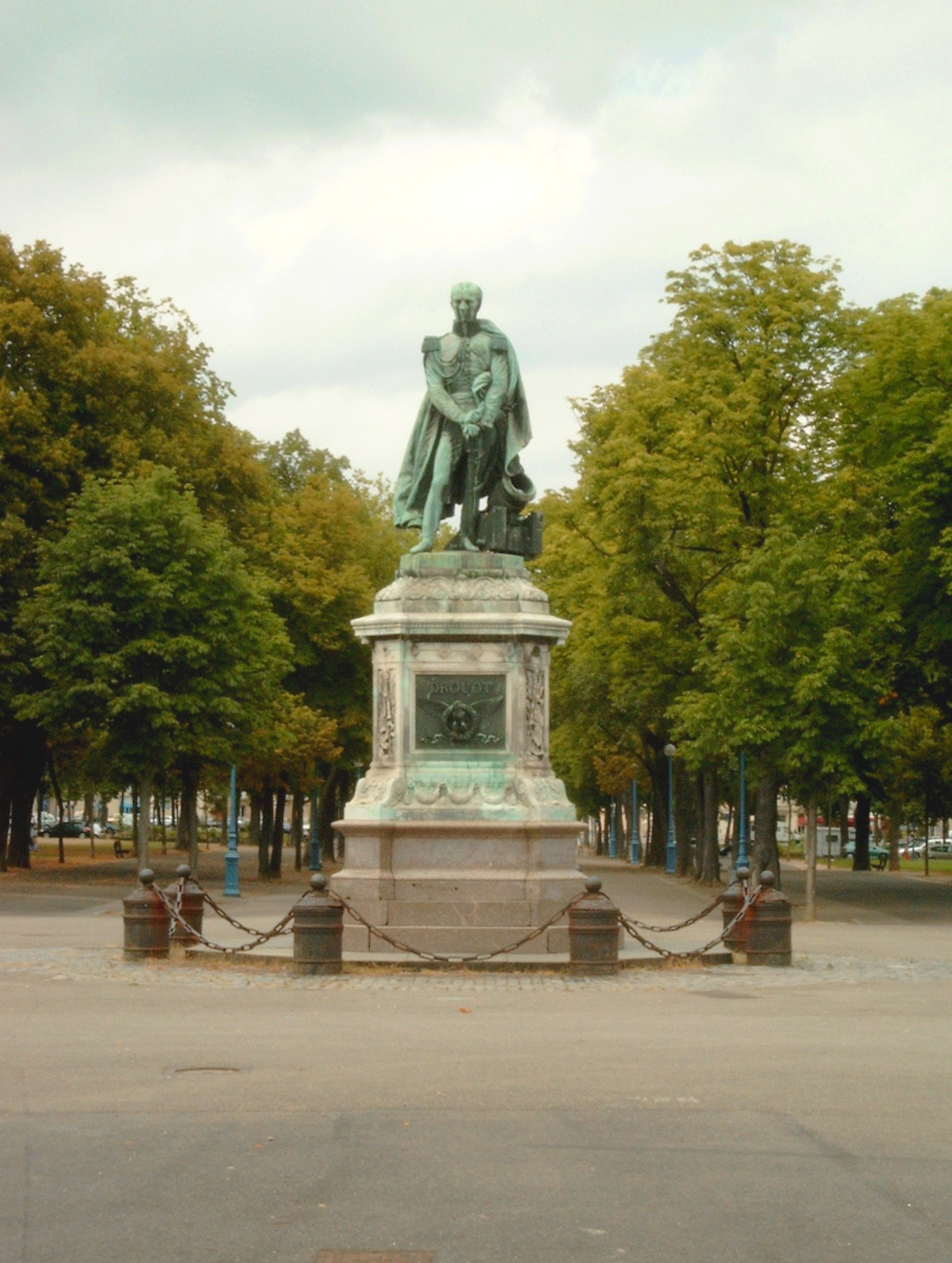
Statue du général Drouot, cours Léopold à Nancy.

C'est pendant ce commandement que le général de Goyon fut appelé à l'honneur de représenter l'Empereur, lors de l'inauguration de la statue élevée par la ville Nancy à son grand citoyen, le général Drouot, et qu'à l'occasion du passage de S.A.I. l'archiduc Maximilien à Lunéville et à Nancy, il reçut, en souvenir de sa mission de 1853 en Autriche, la croix de commandeur de l'ordre autrichien de Léopold.
Il cautionne par sa présence le 4 avril 1856 la fondation par Augustin Louis Cauchy et Charles Lenormant de L'Œuvre des Écoles d'Orient, plus connue actuellement sous le nom de L’Œuvre d’Orient. Il fut même membre de son 1er Conseil général du 25 avril de la même année. Vers 1856, le général possède l'Hôtel de Roquépine, au no 31 de la rue d'Astorg, Paris VIIIe.

### Armée d'occupation de Rome
Il quitta son commandement quand il fut nommé, le 5 octobre 1856, au commandement de la division d'occupation à Rome (1856 - 28 mai 1862), en remplacement du général de Montréal, alors admis au cadre de réserve pour limite d'âge.
Le général de Goyon considéra son commandement comme devant être toujours la manifestation du respect et du dévouement de la France et de son chef pour le souverain pontife, que les armes françaises avaient rétabli sur le trône de Saint-Pierre. Il s'assura promptement toute la confiance de Sa Sainteté, qui, dès le 10 juin 1857, le nomma grand-croix de son ordre de Pie IX.
C'est en 1858, que sous son commandement et sa direction, les fortifications nouvelles de Civitavecchia furent commencées, et terminées en 1859.
Le Saint Père visita en 1859 ces travaux importants, œuvre des officiers du génie et des soldats de la ligne français. Il en témoigna sa satisfaction par des récompenses accordées aux directeurs et conducteurs des travaux, et ordonna même qu'une inscription gravée sur une plaque de marbre blanc, et connaître à la postérité l'ouvrage des soldats français.
On sait l'élan que les succès français en Italie provoquèrent dans les États du Pape et le délire qu'excitèrent les nobles proclamations de Milan et autres lieux. Les sujets du Saint-Père voulaient répondre à l'appel fait à leur patriotisme ; cette excitation des esprits amena de nombreuses démonstrations qu'il fallait ou empêcher ou arrêter, car le but avoué d'honorer la France couvrait des projets hostiles au gouvernement papal que les soldats français devaient soutenir et faire respecter.
La position du général de Goyon était extrêmement difficile, puisque comme aide de camp de l'Empereur et comme officier général français, il ne pouvait qu'applaudir à « notre gloire acquise en Italie », et devait cependant, dans l'intérêt du pouvoir qu'il était chargé de soutenir, contenir tous les élans, pour n'avoir pas à les réprimer par la force. D'autre part, il eut des démêlés fréquents avec le pro-ministre aux armées des États du pape Pie IX, M. de Mérode. Mais son attitude fut approuvée à Paris : il fut promu grand officier de la Légion d'honneur, le 8 août 1858.
Le Sénat romain, reconnaissant, décerna au général de Goyon, par un vote unanime, et avec l'autorisation du Saint-Père, sous la date du « 6 août de l'an de la fondation de Rome 2613, et de l'ère chrétienne 1859 », des Lettres de la noblesse romaine de l'ordre le plus élevé, en l'inscrivant au Livre d'or du Patriciat romain (Livre d'or de la noblesse capitoline). Le Souverain Pontife fit plus : il autorisa le sénat à étendre à la femme de M. de Goyon et à leurs enfants les mêmes honneurs du Patriciat romain.
L'empereur, en daignant récompenser la division d'occupation de ses services pénibles et si difficiles depuis 1859, éleva, par décret du 12 mai 1860, le général de Goyon à la dignité de grand-croix de l'ordre impérial de la Légion d'honneur.
Au mois de juillet 1860, le général de Goyon avait reçu l'invitation de se rendre à Paris, mais il ne put le faire que plus tard. Avant de quitter Rome, il alla présenter ses hommages de respectueux dévouement au Saint-Père qui, pensant qu'il ne reviendrait pas, lui remit son portrait en cadeau.
Le général partit pour la France. Le gouvernement pensant que, d'après l'effectif de l'armée pontificale (voir : Zouaves pontificaux), on pouvait réduire la division d'occupation au commandement d'un général de brigade, le général de Goyon fut invité à reprendre son service d'aide de camp de l'empereur, et à quitter son commandement, par lettre en date du 24 août 1860, extrêmement flatteuse, puisqu'elle lui exprime les remerciements du gouvernement pour les services qu'il a rendus durant sa mission à Rome.
Le général de Goyon se rendit alors au conseil général de son département (Côtes-du-Nord), puis dans sa terre de Bretagne.
À peine y était-il installé, qu'il fut appelé à Paris pour y recevoir des ordres. Il partit en toute hâte le 10 septembre, et le 12 au matin, il était chez le ministre de la Guerre, qui lui confirma ses prévisions et lui remit le décret qui, à la date même de ce jour, l'investissait de son ancien commandement, mais avec un effectif double de celui qu'il avait auparavant.
Le général accepta avec empressement l'appel fait à son dévouement, heureux d'aller se consacrer encore au service d'une cause qui lui est chère. Le 15 septembre, il prit la mer à Toulon, emmenant avec lui le 7e de ligne, une batterie d'artillerie et un escadron du 4e de hussards.
Le 18 septembre, il débarquait à Civita-Vecchia ; il partit immédiatement pour Rome, et se rendit au Vatican. « Mais, hélas ! tout le mal était fait ». Il trouva le pape livré à la plus profonde douleur, venant de recevoir la nouvelle du « désastre de Castelfidardo » (18 septembre 1860). La confiance que le général de Goyon devait inspirer rendit le calme au Souverain Pontife, et il s'occupa tout de suite de sauvegarder sa position, qui était très menacée, car les Piémontais occupaient la province de Viterbe entière, ainsi que le nord de celle de Civita-Vecchia.
Le 5 octobre, la seconde division placée sous ses ordres arriva à CivitaVecchia, et, son débarquement opéré, elle se rendit à Rome, où elle arriva le 9 octobre. Le même jour, car il ne fallait pas perdre de temps, deux colonnes furent mises en mouvement : une sur Viterbe, l'autre sur Velletri.
Les Piémontais furent obligés de faire place aux troupes françaises, qui venaient rétablir les autorités pontificales, qui s'étaient retirées forcément devant l'invasion italienne. La situation était délicate ; il fallait ne pas engager le drapeau français et surtout ne pas le compromettre ; l'attitude devait être énergique et prudente.
À ces difficultés s'en joignirent promptement d'autres, celle de la retraite sur le territoire pontifical de l'armée napolitaine venant du Garigliano. Cette armée, épuisée, forte de 15 à 17 000 hommes de toutes armes, ayant 40 pièces de canon, se retirait sous l'égide de l'armée française, qui dut la préserver des poursuites dont elle était l'objet par terre et par mer. Le roi des Deux-Siciles, touché des soins donnés avec tant d'empressement par l'armée française à ses malheureux soldats, envoya au général de Goyon la grand-croix  de l'ordre de Saint-Janvier[réf. nécessaire].
En octobre 1861, le général de Goyon fut appelé de nouveau à Paris, et l'Empereur apprenant que comme commandant les divisions d'occupation, il avait à ajouter aux nombreux devoirs de sa situation si tendue, les exigences du commandement d'une division, daigna, le 6 novembre, à Compiègne, l'appeler au commandement en chef du corps d'armées d'occupation et lui donna sous ses ordres un second général de division, qui prit le commandement divisionnaire qu'il exerçait.
Le général de Goyon retourna à Rome, où le souverain pontife le complimenta avec effusion sur sa nouvelle position, et reprit ses fonctions qui se continuèrent avec peut-être moins de difficultés, puisque tout ce qui pouvait être fait, militairement parlant, ayant été réalisé, il n'y avait plus qu'à maintenir et conserver. L'année 1862 vint, « et tout le monde se rappelle le conflit diplomatico-militaire soulevé en mars (voir : Le gouvernement du 3 mars 1862), à l'occasion d'une sérieuse prise d'armes, justifiée par les menaces et les menées hostiles des jours précédents, conflit qui dura plus de deux mois. »
Ce grave incident fit appeler une dernière fois le général à Paris, où il arriva le 22 mai.

### Au Sénat impérial
L'Empereur, après l'avoir entendu avec bienveillance, l'honora de son approbation, consacrée par le décret du 25 mai qui l'éleva à la dignité de sénateur, et surtout par la note insérée dans le Moniteur du 6 mai, qui relate le décret précité.
Le général de Goyon a été reçu au Sénat avec une bienveillance si marquée, qu'appelé le 28 mai par le tirage au sort à faire partie du premier bureau, il en fut immédiatement nommé président, fonctions qu'il accepta avec une reconnaissance d'autant plus profonde, que ses éminents collègues voulurent bien lui dire que c'était un témoignage d'approbation de sa conduite à Rome.
Le Sénat a fait plus encore en nommant, par élection générale, le comte de Goyon, l'un de ses vice-secrétaires. Il vota à la chambre haute avec les bonapartistes catholiques.
Nommé (2 mars 1867) commandant du 6e corps d'armée (Toulouse), il fut placé, l'année suivante (novembre 1868) dans la réserve, par la limite d'âge, après avoir vainement réclamé d'être maintenu dans l'activité comme ayant exercé à Rome un commandement en chef.

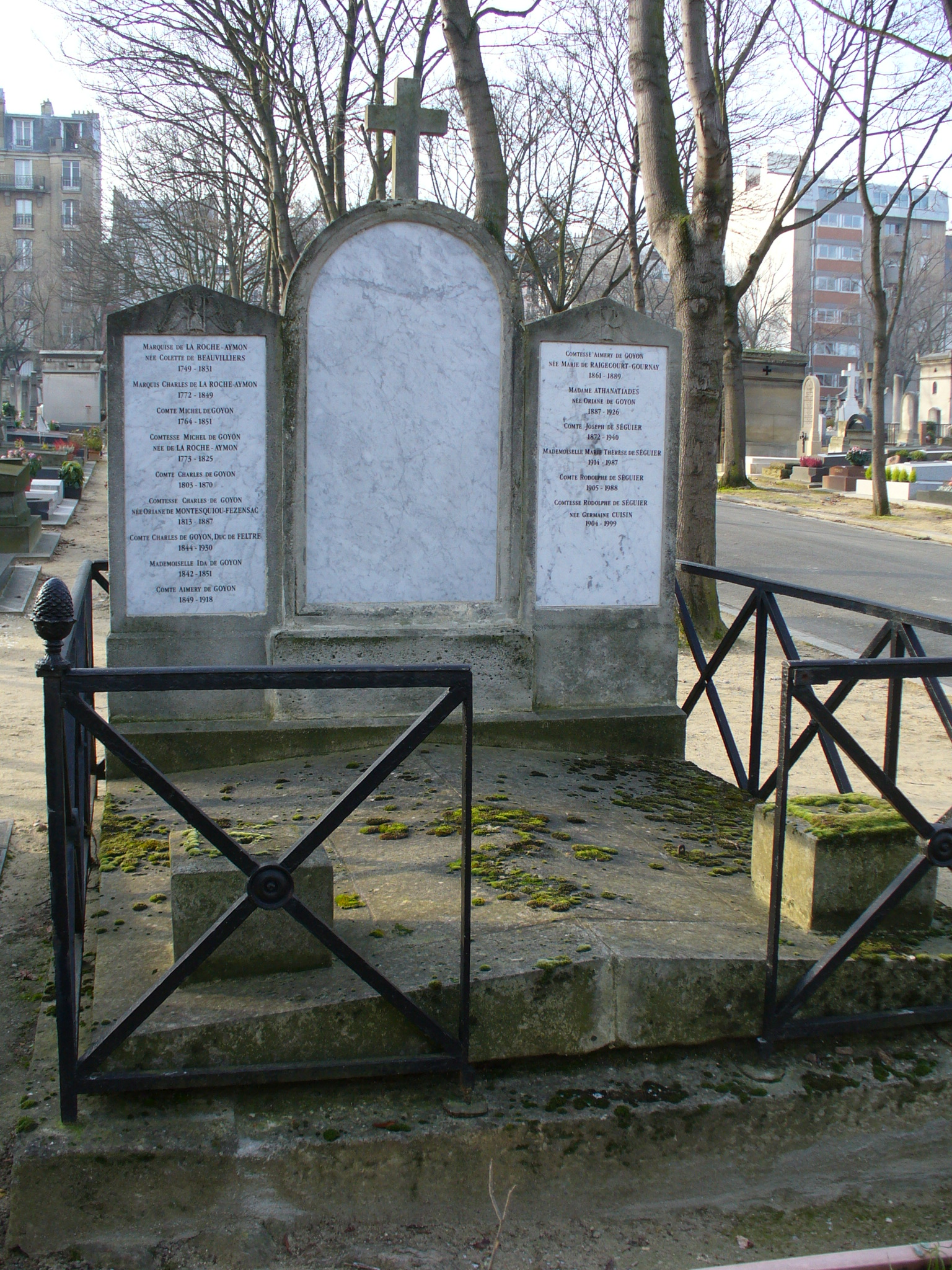
Tombe des La Roche-Aymon / Goyon (cimetière du Montparnasse, division 1)

Élu par le canton de Plouha, il présida le conseil général des Côtes-du-Nord du 26 août 1861 au 20 septembre 1870[réf. nécessaire].
De 1869 à 1870, il dirigea la Société de Secours aux Blessés Militaires (S.S.B.M.), devenue depuis 1940 la Croix-Rouge française.
Mort à Paris le 17 mai 1870, il fut inhumé auprès de ses parents au cimetière du Montparnasse, division 1.

## Titres
- 2e Vicomte de Goyon (12 octobre 1852) :
  - Confirmé dans la transmission des titres et majorats de vicomte héréditaire par arrêté ministériel du 12 octobre 1852[2] ;
- 1er Comte de Goyon (17 septembre 1865)
  - Confirmé ensuite dans le titre de comte héréditaire (porté par ses ancêtres) par lettres patentes du 17 septembre 1865, avec transmission en faveur de son fils puîné[2].
  - Ces lettres patentes confirment aussi le décret impérial du 2 juillet 1864, portant rétablissement du titre de duc de Feltre, en faveur de l'aîné de ses fils lors de sa majorité, et succession éventuelle s'il venait à décéder sans postérité masculine, pour son frère cadet. Elles établissent enfin la faculté de réversions de deux titres (duc de Feltre et comte de Goyon) sur une seule tête au cas où il n'existerait qu'un seul représentant mâle, mais avec la même règle d'hérédité et de séparation desdits titres pour les enfants de ce titulaire et de transmission nouvelle dans l'ordre de primogéniture[2].

## Décorations
- Légion d'honneur[1] :
  - Chevalier (28 avril 1841[3]), puis,
  - Officier (28 juillet 1848[3]), puis,
  - Commandeur] (5 juin 1849), puis,
  - Grand officier (8 août 1858), puis,
  - Grand-croix de la Légion d'honneur (12 mai 1860) ;
- Médaille militaire[1] (20 août 1863)
- Chevalier de l'Ordre de Charles III d'Espagne (1823) ;
- Ordre d'Isabelle la Catholique :
  - Commandeur (1838), puis,
  - Grand-croix (1858)[réf. nécessaire] ;
- Grand-croix de l'Ordre de Pie IX (10 juin 1857) ;
- Grand-croix de l'Ordre de Sainte-Anne de Russie ;
- Grand-croix de l'Ordre de Saint-Janvier des Deux-Siciles (1860) ;
- Ordre des Saints-Maurice-et-Lazare :
  - Commandeur, puis,
  - Grand-croix (1853) ;
- Commandeur de l'ordre du Christ de Portugal (vers 1850-1852) ;
- Commandeur de l'ordre autrichien de Léopold (1856).

## Union et postérité
Fils aîné de Michel-Augustin, vicomte de Goyon (1764-1854), préfet napoléonien puis gentilhomme de la chambre du roi Charles X, et d'Antoinette Hippolyte Pauline de La Roche-Aymon (1773-1825), le général comte de Goyon avait épousé, le 16 novembre 1836 à Paris, Henriette-Oriane/Auriane (16 novembre 1813 - Paris † 15 juillet 1887 - Château de Prunoy, département de l'Yonne), fille du général de division et pair de France Raymond de Montesquiou, 2e duc de Fezensac, et de Henriette Clarke (fille de Henry Jacques Guillaume Clarke, duc de Feltre, maréchal de France).
- De son mariage sont nés cinq enfants, savoir :
  - Marie-Mathilde-Henriette (1837 † 27 juin 1912 - Paris VIIIe), comtesse de Courcy, mariée en 1857 avec Henri Roussel, comte de Courcy (1827-1887), dont postérité ;
  - Marie-Philippine-Antoinette-Charlotte (1839 † 12 décembre 1929 - Pau), baronne Séguier, mariée, le 6 août 1856 à Paris, avec Antoine 1832-1929), 3e baron Séguier, magistrat, dont postérité ;
  - Marie-Victoire-Ida (3 mai 1842 † 16 décembre 1851) ;
  - Charles-Marie-Michel'[7] (14 septembre 1844 - Chantenay-sur-Loire (Loire-Inférieure) † 1930) dont postérité :
  - Aimery-Marie-Médéric[8] (13 mars 1849 - Paris † 5 mai 1918 - Paris), 2e comte de Goyon (décret du 17 juin 1865), attaché d'ambassade, député de Guingamp, marié avec Mlle de Raigecourt-Gournay.

## Référencement